# Gare de Yamazaki (Kyōto)
 (février 2020).
Si vous disposez d'ouvrages ou d'articles de référence ou si vous connaissez des sites web de qualité traitant du thème abordé ici, merci de compléter l'article en donnant les références utiles à sa vérifiabilité et en les liant à la section « Notes et références ».
La gare de Yamazaki (山崎駅, Yamazaki-eki) est une gare ferroviaire localisée dans le bourg de Ōyamazaki, District d'Otokuni, préfecture de Kyoto. La gare est exploitée par la JR West.

## Service des voyageurs

### Accueil
| 1 | ■Ligne JR Kyoto | Passage des trains                |
| 2 | ■Ligne JR Kyoto | pour Shin-Osaka, Osaka, Sannomiya |
| 3 | ■Ligne JR Kyoto | pour Kyoto et Kusatsu             |
| 4 | ■Ligne JR Kyoto | Passage des trains                |

### Desserte
Le matin, la gare est seulement desservie par les trains locaux.
L'après midi, les trains Rapid Service desservent la gare de Yamazaki.
Les trains Special Rapid Service ne s'arrêtent pas à la gare de Yamazaki.
L'après midi, les trains Rapid Service s'arrêtent à la gare de Yamazaki et fonctionnent comme des trains locaux entre Takatsuki et Kyoto.